# Колосняк пісковий
Колосняк піщаний або Колосняк пісковий (Leymus arenarius) — вид трав'янистих рослин родини тонконогові (Poaceae). Етимологія: лат. arenarius — «піщаний».

## Опис
Багаторічник. Кореневища подовжені. Стебла прямостоячі або колінчасто висхідні, 60–200 см завдовжки. Листя стеблове. Язичок 0.3–1 мм довжиною. Листові пластини 20–60 см завдовжки, шириною 8–22 мм, жорсткі, сизі. Волоті 15–35 см завдовжки. Колоски довгасті або клиноподібні, стислі з боків, 20–32 мм завдовжки. Зернівки довжиною 6–10 мм.

## Поширення
Європа: Естонія, Латвія, Литва, Росія, Білорусь, Україна, Бельгія, Німеччина, Нідерланди, Данія, Фінляндія, Ісландія, Норвегія, Швеція, Велика Британія, Франція, Іспанія. Натуралізований: Фолклендські о-ви, Австралія, Нова Зеландія, Канада, США, Аргентина, Чилі.
В Україні зростає на пісках — у західній частині дуже рідко (околиці Ковеля Волинської обл., Львова і Явора Львівської обл.).

## Галерея

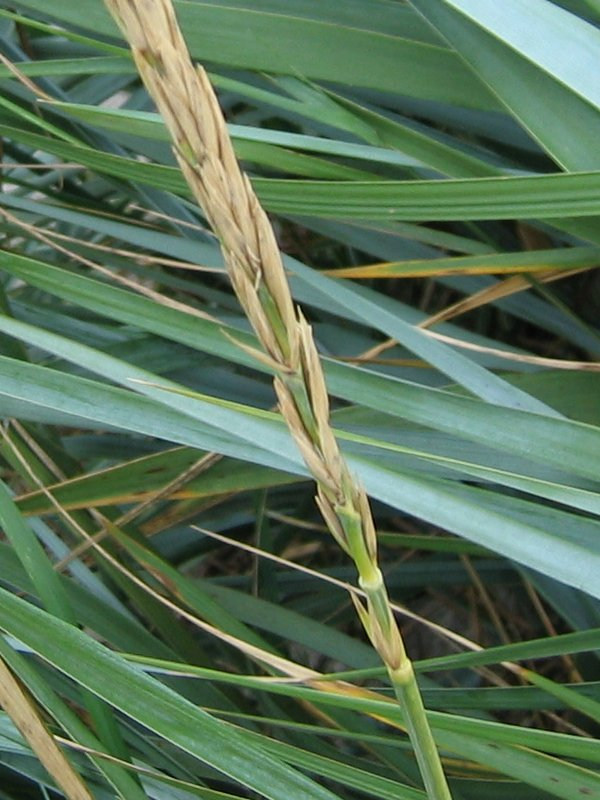
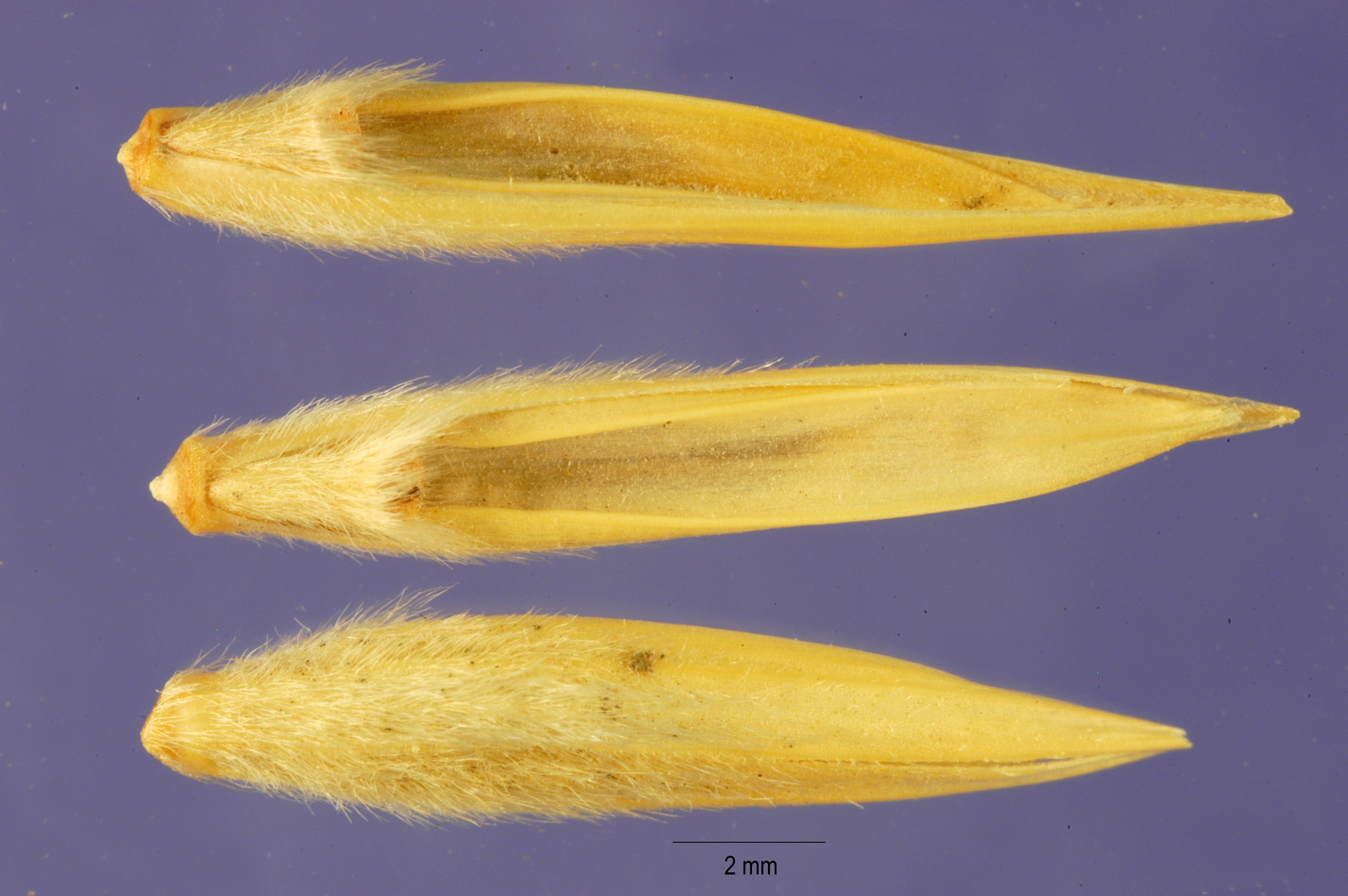